# Anizy-le-Château
Anizy-le-Château é uma ex-comuna francesa na região administrativa de Altos da França, no departamento Aisne. Estendeu-se por uma área de 9,49 km². Em 2010 a comuna tinha 2 595 habitantes (densidade: 273,4 hab./km²).
Em 1 de janeiro de 2019, ela foi inserida no território da nova comuna de Anizy-le-Grand.